# Berlin-Plänterwald
Plänterwald is een stadsdeel in het Berlijnse district Treptow-Köpenick. 

## Ligging
Plänterwald ligt in het noordoosten van het district, onder het stadsdeel Alt-Treptow. In het noorden en oosten vormt de Spree een natuurlijke grens met Rummelsburg en Karlshorst van het district Lichtenberg en Oberschöneweide. In het zuiden grenst het aan Baumschulenweg en in het westen aan Neukölln. 

## Geschiedenis
Het gebied maakte tot 2001 deel uit van de Berlijnse wijk Treptow en werd in 1997 als zelfstandige wijk gecreëerd als afscheiding van de wijken Alt-Treptow en Baumschulenweg. De wijk is vernoemd naar het Plänterwald, dat als plenterbos werd aangelegd.
Het 89 hectare grote Plänterwald strekt zich uit tussen de districten Alt-Treptow in het noordwesten en Baumschulenweg in het zuiden. Het werd in 1760 aangelegd aan de oever van de Spree, werd aanvankelijk gebruikt voor bosbouw en is sinds 1876 aangevuld met het Treptower Park aan de noordwestelijke kant als stedelijk recreatiegebied.

## Bevolking
| Jaar | Inwoners |
| ---- | -------- |
| 2007 | 10.628   |
| 2010 | 10.795   |
| 2015 | 10.985   |
| 2020 | 11.299   |
| 2021 | 11.211   |
| 2022 | 11.397   |
| 2023 | 11.435   |

## Bezienswaardigheden
Het Kulturpark Berlin werd in 1969 opgericht als een permanent pretpark in het noorden van het Plänterwald. De bouwkosten werden geschat op ongeveer 160 miljoen DDR-Mark. Voor de politieke omwenteling in 1989 had het ongeveer 1,5 miljoen bezoekers per jaar. Het park werd in 1992 heropend als Spreepark, maar werd in 2001 onder vermoedelijk frauduleuze omstandigheden gesloten. Het wordt sinds 2020 gerenoveerd en heropende in 2024..

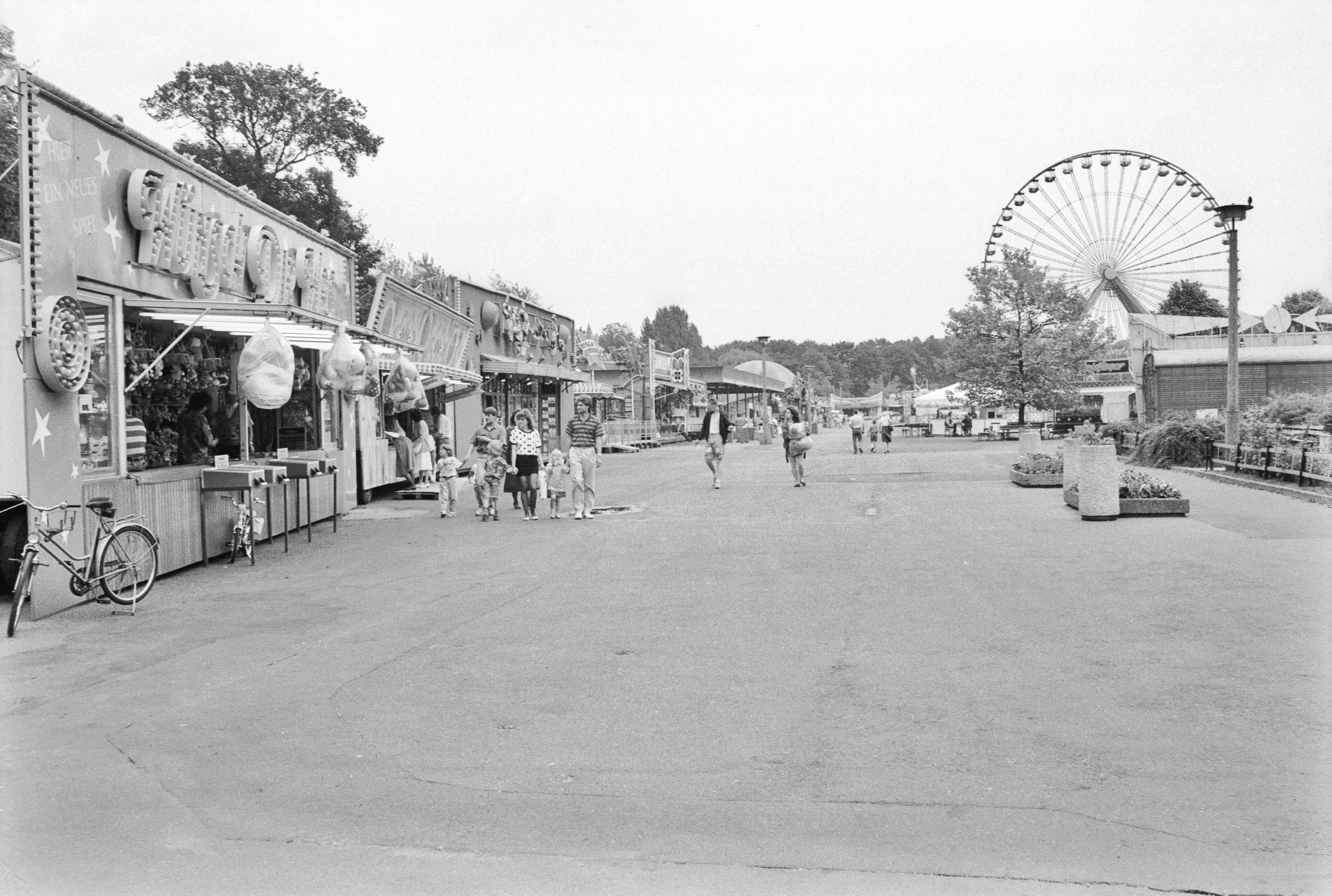
Voormalig pretpark Spreepark in 1991

Direct ten zuiden van het Spreepark ligt het oude Eierhäuschen, een historisch 19e-eeuws restaurant. Dit monumentale gebouw, dat door Theodor Fontane werd beschreven in zijn roman Der Stechlin, stond sinds de herfst van 1990 leeg. Het werd sinds 2015 gerenoveerd. 
In de wijk worden regelmatig hardloopevenementen gehouden. De meest traditionele is sinds 1977 de Plänterwaldlauf.

## Verkeer
Het station Berlin-Plänterwald is het enige station van de S-Bahn.

## Sport
Midden in het bos ligt het terrein van voetbalclub SV Treptow 46. 
Adlershof |
Altglienicke |
Alt-Treptow |
Baumschulenweg |
Bohnsdorf |
Friedrichshagen |
Grünau |
Johannisthal |
Köpenick |
Müggelheim |
Niederschöneweide |
Oberschöneweide |
Plänterwald |
Rahnsdorf |
Schmöckwitz